# Vierge à l'Enfant de Jambville
La Vierge à l'Enfant de l'église Notre-Dame à Jambville, une commune du département des Yvelines dans la région Île-de-France en France, est une sculpture créée au XIVe siècle. La Vierge à l'Enfant est classée monument historique au titre d'objet le 25 octobre 1905. 
La Vierge à l'Enfant en calcaire taillé ne garde plus que quelques traces de sa polychromie ancienne. Elle mesure 130 cm de hauteur, et date de la première moitié ou du milieu du XIVe siècle. Sainte Marie est couronnée, et porte un léger voile, devant lequel dépassent ses cheveux bouclés, et qui retombe, au dos, jusqu'au niveau du dos. L'Enfant Jésus, assis sur son bras gauche, l'attire toutefois vers lui par sa main droite. Son autre main tient une sphère ou un orbe ; étant donné l'époque, il ne peut s'agir d'un globe terrestre. La Mère tenait jadis un objet dans sa main droite, qui s'est cassé. Il devait s'agir d'une fleur de lis, symbole de la pureté et de l'Immaculée-Conception. L'œuvre est surtout remarquable pour la qualité du drapé.  